# Puchkirchen am Trattberg
Puchkirchen am Trattberg est une commune autrichienne du district de Vöcklabruck en Haute-Autriche.